# Chaîne Skeena
La chaîne Skeena (The Skeena Mountains), ou les Skeenas (The Skeenas), sont une chaîne de montagnes située dans le centre-nord de la région intérieure de la province de Colombie-Britannique au Canada.
Le point culminant des Skeenas est le pic Shedin (Shedin Peak) qui s'élève à 2 855 mètres d'altitude. Il est situé dans le district régional de Bulkley-Nechako.

## Subdivisions
- Chaînon Atna
- Chaînon Babine
- Chaînon Bait
- Chaînon Driftwood
- Chaînon Klappan
- Chaînon Oweegee
- Chaînon Sicintine
- Chaînon Slamgeesh
- Chaînon Strata
- Chaînon Takla